# Monitorrendszer
Monitorrendszer kölcsönös oktatási rendszer a népoktatás gazdaságosságának és hatékonyságának növelését célzó oktatási módszer a 18-19. század fordulóján.

## Története
Két anglikán pap: Andrew Bell és Joseph Lancaster egymástól függetlenül dolgozta ki és alkalmazta először, egyikük Indiában egy katonai iskolában, másikuk egy londoni magániskolában. Ezért az eljárást Bell-Lancaster-féle módszernek is nevezik. 
Lényege: a tanító az idősebb tehetséges tanulók közül segédtanítókat (monitor, pupil teacher) választott ki, akik a tőle kapott rendszeres utasítások alapján végezték a kisebb gyerekekből álló csoportok oktatását. Ilyen módon nagy tömegek egyidejű oktatása vált lehetségessé. A módszer a 19. század elején rövid időre igen elterjedtté vált számos országban (így pl. Angliában, az Amerikai Egyesült Államokban, Franciaországban, Svájcban, Belgiumban és Oroszországban). 
Magyarországon is éreztette hatását, 1830-ban a kolozsvári református egyház népiskolájában elkezdték a monitorrendszer alkalmazását. (Leírása 1833-ban A kölcsönös tanítás módjának rövid rajza címen jelent meg az Erdélyi Prédikátori Tárban.) Az erdélyi református egyház főtanácsa ábécét és iskolai falitáblákat készíttetett a módszer alkalmazásához.